# 42 Baza Lotnictwa Szkolnego

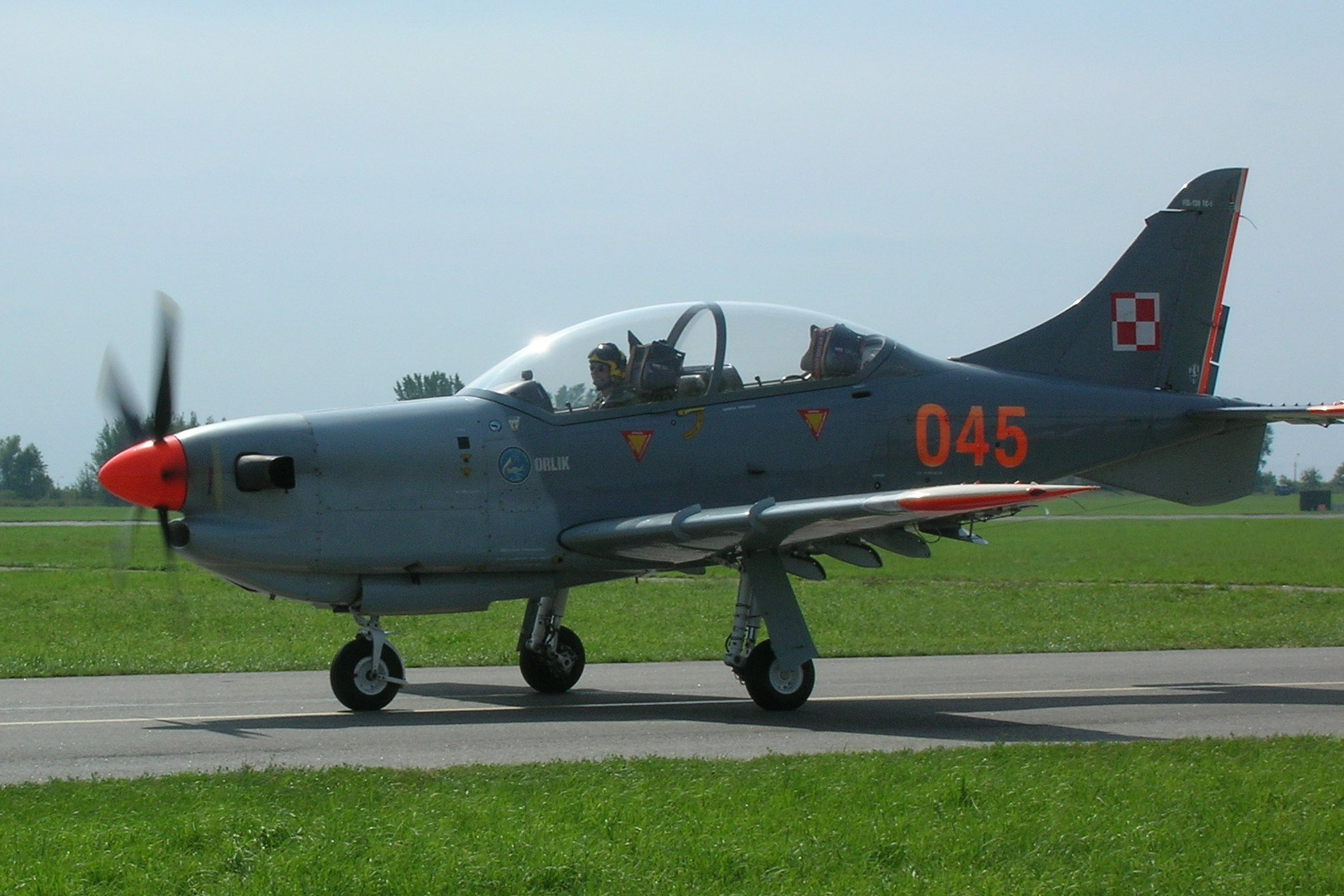
Samolot PZL-130 "Orlik"

42 Baza Lotnictwa Szkolnego im. kpt. pil. Franciszka Żwirki i inż. Stanisława Wigury – jednostka lotnicza szczebla taktycznego Sił Powietrznych. Dowódcą bazy od 2019 r. jest płk. pil. mgr. inż Maciej Siemiński.
Baza sformowana 1 stycznia 2011 roku w miejsce rozwiązanego w Radomiu 2 Ośrodka Szkolenia Lotniczego na radomskim lotnisku na Sadkowie.

## Historia
Baza została sformowana 1 stycznia 2011 roku. Głównym zadaniem jednostki jest szkolenie podchorążych LAW. Na lotnisku stacjonują samoloty PZL-130 Orlik oraz M-28 Bryza. Ponadto w składzie bazy jest zespół akrobacyjny Orlik. Baza podporządkowana jest 4 Skrzydle Lotnictwa Szkolnego. 
14 grudnia 2012 w Bazie odbyła się oficjalna uroczystość pożegnania samolotów An-2 z polskim lotnictwem wojskowym.

## Tradycje
- Decyzją Nr 135/MON Ministra Obrony Narodowej z dnia 18 kwietnia 2011 wprowadzono odznakę pamiątkową oraz oznakę rozpoznawczą 42 Bazy Lotnictwa Szkolnego[2].
- Decyzją Nr 12/MON Ministra Obrony Narodowej z dnia 12 stycznia 2011 ustalono:
  - Zezwolono 42 Bazie Lotnictwa Szkolnego na czasowe używanie sztandaru 2 Ośrodka Szkolenia Lotniczego do dnia 31 grudnia 2011;
  - 42 Baza Lotnictwa Szkolnego otrzymuje imiona kpt. pil. Franciszka Żwirki i inż. Stanisława Wigury;
  - Ustanowiono doroczne święto 42 Bazy Lotnictwa Szkolnego w dniu 19 kwietnia[3].

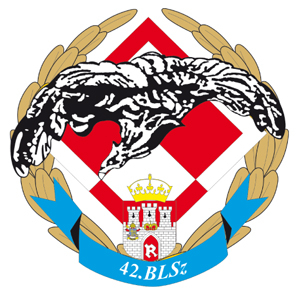
Odznaka pamiątkowa 42. BLS
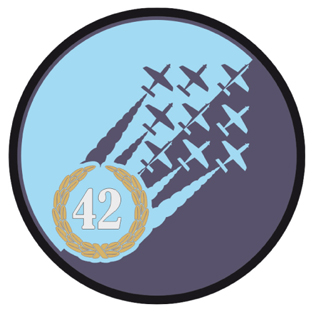
Oznaka rozpoznawcza 42. BLS